# Agabus udege
Agabus udege är en skalbaggsart som beskrevs av Nilsson 1994. Agabus udege ingår i släktet Agabus och familjen dykare. Inga underarter finns listade i Catalogue of Life.